# Oswaldia spectabilis
Oswaldia spectabilis là một loài ruồi trong họ Tachinidae.